# Rifargia panzaleo
Rifargia panzaleo är en fjärilsart som beskrevs av Paul Thiaucourt 1981. Rifargia panzaleo ingår i släktet Rifargia och familjen tandspinnare. Inga underarter finns listade.